# Porcellio toyamaensis
Porcellio toyamaensis là một loài chân đều trong họ Porcellionidae. Loài này được Nunomura miêu tả khoa học năm 1980.